# Mormopterus kitcheneri
Mormopterus kitcheneri (Reardon, McKenzie, Cooper, Appleton, Carthew & Adams, 2014) è un pipistrello della famiglia dei Molossidi endemico dell'Australia.

## Descrizione

### Dimensioni
Pipistrello di piccole dimensioni, con la lunghezza della testa e del corpo tra 50 e 65 mm, la lunghezza dell'avambraccio tra 31 e 37 mm, la lunghezza della coda tra 30 e 40 mm e un peso fino a 14 g.

### Aspetto
Le parti dorsali sono bruno-grigiastre scure, mentre le parti ventrali sono leggermente più chiare. Il muso è piatto, largo, con il labbro superiore ricoperto di pliche cutanee superficiali e che si estende leggermente oltre quello inferiore e le narici che si aprono lateralmente. Le orecchie sono relativamente corte, ben separate tra loro e con l'estremità arrotondata. Il trago è triangolare, con l'estremità arrotondata e visibile dietro l'antitrago, il quale è basso e poco visibile. Le ali sono e attaccate posteriormente sulle caviglie. La coda è lunga, tozza e si estende per più della metà oltre l'uropatagio. Il pene è relativamente lungo.

## Biologia

### Comportamento
Si rifugia nelle cavità degli alberi.

### Alimentazione
Si nutre di insetti.

## Distribuzione e habitat
Questa specie è diffusa nella parte sud-occidentale dell'Australia occidentale.
Vive in boschi mesici e semi-aridi.

## Conservazione
Questa specie, essendo stata scoperta solo recentemente, non è stata sottoposta ancora a nessun criterio di conservazione.